# 眠る女 (フェルメール)
『眠る女』（ねむるおんな、英: A Woman Asleep）、または『眠る娘』（ねむるむすめ、蘭: Slapend meisje、英: A Girl Asleep）、『眠る女中』（ねむるじょちゅう、英: A Maid Asleep）、『テーブルで眠る女』（テーブルでねむるおんな、英: A Woman Asleep at Table）は、オランダ絵画黄金時代の巨匠ヨハネス・フェルメールが1657年ごろ、キャンバス上に油彩で制作した絵画である。フェルメールへの帰属に疑問の余地のない最初期の作品で、1657年ごろに制作された。1913年に実業家ベンジャミン・アルトマンから寄贈されて以来、ニューヨークのメトロポリタン美術館に所蔵されている。

## 来歴
この絵画は、1696年のアムステルダムの競売で86番目の作品として62ギルダーで売却された『テーブルで眠る酔った女中』と同一のものである可能性がある。19世紀にパリの何人かの収集家、画商の所有を経て、1907-1913年の間にニューヨークのベンジャミン・アルトマンに購入されたが、1913年にアルトマンからメトロポリタン美術館に遺贈された。

## 作品

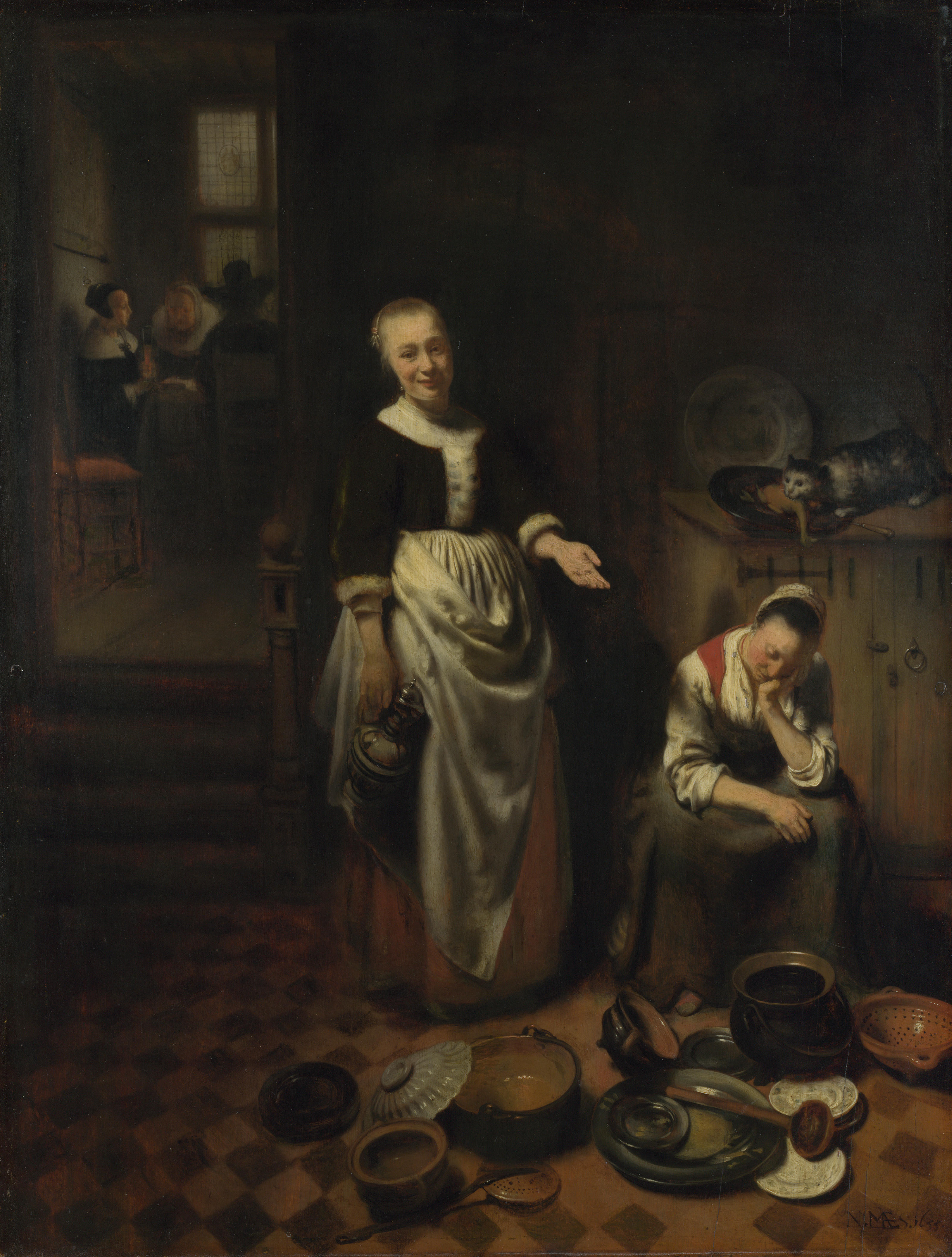
ニコラース・マース『怠惰な召使』(1655年)、ナショナル・ギャラリー (ロンドン)

本作は、部屋の中の1人の女性の表現という課題に対するフェルメールの最初の試みとなっている。17世紀のオランダでは、画面に見られるような、監督されずに放置されている女中は一般的な絵画の主題であった。フェルメールが念頭に置いていたのは、ニコラース・マースが1655-1656年に制作した『怠惰な召使』 (ロンドン・ナショナル・ギャラリー) などの一連の作品である。ちなみに、マースの絵画で居眠りする女は、「怠惰」もしくは「勤務の怠慢」の権化として批判されるべき対象であった。1696年の競売の際、本作に『テーブルで眠る酔った女中』という題名がつけられたことからも、ワイングラスやデカンタを前にしている画中の女は酔っているように見え、怠慢を示す眠りとともに好ましくない状態として捉えられているようである。

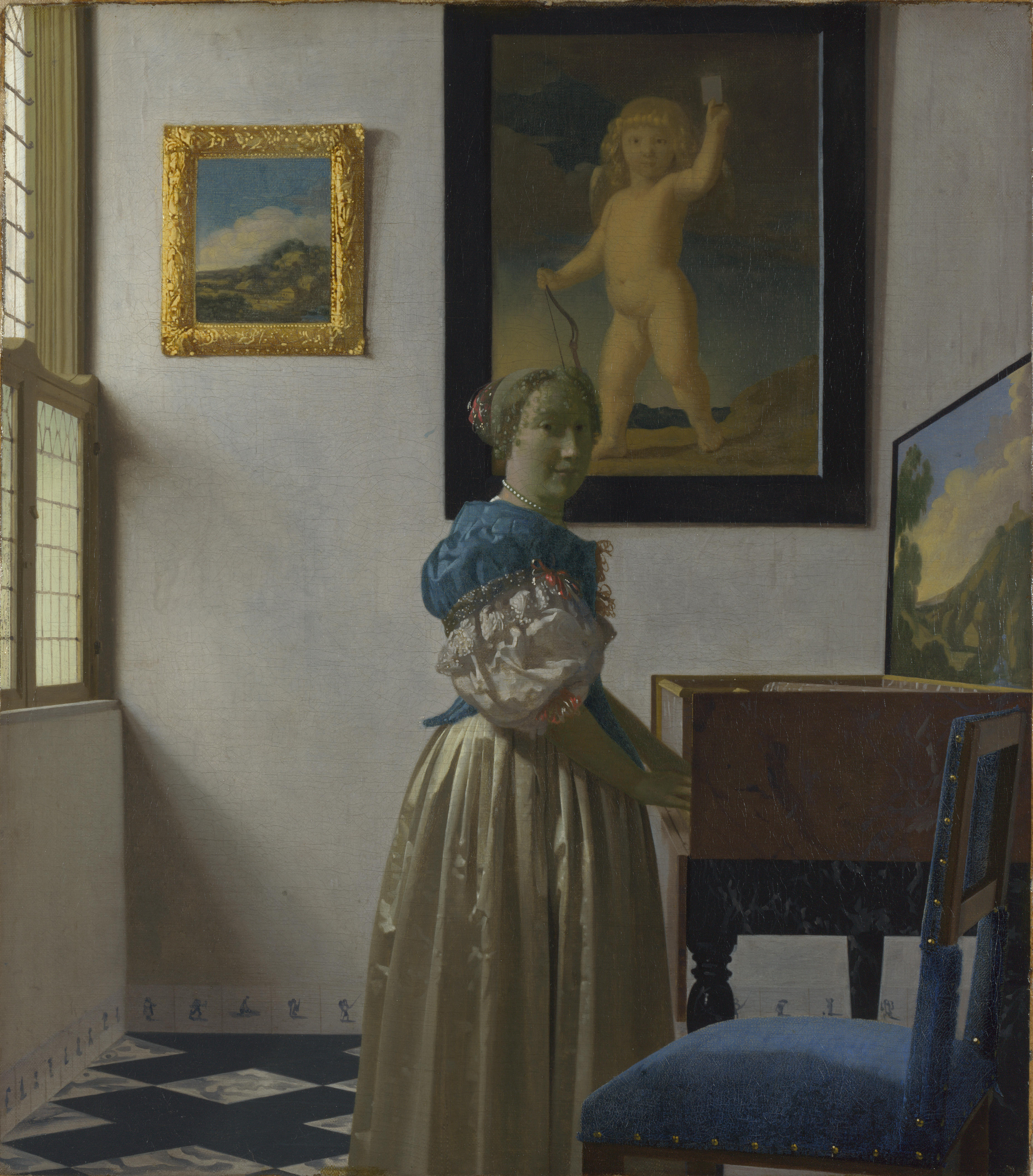
フェルメール『ヴァージナルの前に立つ女』(1670-1672年)、ナショナル・ギャラリー (ロンドン)

マースからの影響は主題だけでなく、開いた扉の向こうに見える奥の部屋や壁の地図といったモティーフからも明らかである。一方でフェルメールは鑑賞者との間を取り持つ人物を置かず、奥の部屋からも逸話的な人物の姿を除去して、画面の喚起力を高めている。とはいえ、X線画像の調査によれば、最初この絵画のドアのところには犬が、奥の部屋の鏡のあるところには男が描かれていたことが判明した。また、わかりにくいが、女の後の壁には恋愛の象徴であるキューピッドの絵画がある。この画中画はナショナル・ギャラリー (ロンドン) 蔵の『ヴァージナルの前に立つ女』などのフェルメールのほかの作品にも登場するが、その右下には仮面も見え、仮面は「不誠実」を意味する。さらに、片手で頬杖をつくという女のポーズは「憂鬱 (メランコリー)」の身振りとなっている。すなわち、本作は当初、失恋の憂鬱に酔いつぶれる女という設定になっていたのである。後に、フェルメールは犬と男を消し去り、本来の絵画の意味は曖昧なものとなったが、眠る女の姿は意味ありげな物語性を帯びている。
初期の作品である本作には、1640年代のレンブラント的な厚塗りの技法、照明、深い色合いが見られる一方、遠近法的な混乱を示している。女のいる前景のテーブルは俯瞰の視点で描かれているのに、奥の部屋はもっと低い視点からの描写になっているである。複数の視点が混在しているため、空間構成は整理できていない。以降のフェルメールは遠近法に厳格にこだわるようになって、こうした混乱は見られなくなる。